# 劇場版 動物森友會
《劇場版 動物森友會》（又译作）是一部改編自NDS遊戲「歡迎來到 動物森友會」的劇場版，並於2006年12月16日日本上映。

## 故事簡介
一個人類與動物都可以自在生活的動物村裡，搬來了一名尋找「夢」的人類女孩－愛。她漸漸認識到動物村的各個居民，並一起尋找「夢」的答案…
有一天，愛在海邊撿到一瓶漂流瓶，上面寫著「種植針葉樹，在雪祭的夜晚將會發生奇蹟（針葉樹を植えよ 雪祭りの夜に奇跡は起きる）」…

## 人物介紹
愛（聲優：堀江由衣）
主角。剛搬家到動物村的人類少女。擁有天真爛漫的個性。追求「夢」的答案。與莎莉和彭花是好友。名字「あい」是來自英文I，即日語中的「私（あたし）」，中文是「我」的意思。改編自NDS「歡迎來到 動物森友會」的女主角。在劇中，愛向村民介紹自己的時候說「a、i、u、e、o［日文羅馬拼音］的愛（あいうえおのあい）」。
莎莉（聲優：折笠富美子）
象。性別女。擁有非常溫柔的個性。是愛的好友。夢想是當服裝設計家，讓全世界的人穿自己設計的服裝。最喜歡的歌曲是「K.K桑巴」。
彭花（聲優：福圓美里）
貓。性別女。性格十分活潑開朗。是愛的好友。一直不理解愛與莎莉口中「櫻桃派」的意思。
優（聲優：小林優）
居住在動物村隔壁村的人類少年。個性非常勇敢及外向。經常打扮成各種不同的造型，例如劇中的忍者與海盜。非常喜歡收集各種昆蟲與化石。與愛相同，名字「ゆう」是來自英文You，即日語中的「彼方（あなた）」，中文是「你」的意思。改編自NDS「歡迎來到 動物森友會」的男主角。
阿泥（聲優：金子貴俊）
鱷魚。性別男。經常與優一起行動。最喜歡惡作劇。
阿波羅（聲優：てらそままさき）
老鷹。性別男。擁有冷靜沉著的個性。在自家外種植許多畢安卡喜歡的藍玫瑰。曾經離開過動物村，不知道過了多久的時間再次回到動物村居住，可是卻與以前的鄰居還有朋友感情變得非常疏遠。
畢安卡（聲優：日野由利加）
狼。性別女。冰山美人的外表下擁有會鼓勵別人又溫柔的一面。動物村裡最美麗的女性。以前與阿波羅是感情非常要好的朋友。
阿朗（聲優：たてかべ和也）
大猩猩。性別男。專長是演歌。與陽明非常要好。
陽明（聲優：うえだゆうじ）
食蟻獸。性別男。專長是民歌。與阿朗非常要好。
達滿（聲優：江川央生）
企鵝。性別男。最喜歡釣魚。在劇中每次登場都是在河邊釣魚著。直到播放電影片尾曲為止都沒釣到任何一條魚反而一直釣到垃圾，而且越釣越大。
薩魯歐（聲優：高戶靖廣）
猴子。性別男。不論四季永遠每天努力鍛鍊自己的身體。
狸克（聲優：龍田直樹）
狸貓。性別男。在動物村中開著一間雜貨店。面對剛搬來的居民會強制他們打工外出送貨，藉此好好熟悉村子的一切。
豆狸（聲優：古山貴實子）
狸貓。性別男。粒狸的哥哥。與弟弟都是狸克的學徒。
粒狸（聲優：並木法子）
狸貓。性別男。豆狸的弟弟。與哥哥都是狸克的學徒。
壽伯（聲優：緒方賢一）
烏龜。性別男。動物村的村長。對於冬季的村長選舉感到十分擔心，深怕自己不能再繼續當村長。非常在意自己在村民們心中的存在度。
程信雄（聲優：陶山章央）
鵜鶘。性別男。是個送信員。
宋信子（聲優：乙葉）
鵜鶘。性別女。公所的職員，負責白天工作。宋信美的妹妹。擁有與姐姐完全相反非常溫柔的個性。在劇中非常負責地照顧壽伯村長。
宋信美（聲優：水谷優子）
鵜鶘。性別女。公所的職員，負責晚上工作。宋信子的姐姐。個性給人的感覺就是位毒舌家。
傅達（聲優：山口勝平）
貓頭鷹。性別男。博物館的館長。傅珂的哥哥。對於化石以及昆蟲還有魚種有相當的研究，總是讓人問一句答十句。夢想是在博物館裡展示雷龍的化石。
傅珂（聲優：金井美香）
貓頭鷹。性別女。天文館的館長。傅達的妹妹。在劇中教導愛關於宇宙以及星星的各種知識。
老闆（聲優：土師孝也）
鴿子。性別男。博物館地下咖啡廳「鴿子之巢」的老闆。非常話少。泡的咖啡是全村公認最美味的。
K.K.（聲優：小栗旬）
狗。性別男。是個街頭音樂家。使用的樂器為吉他。以前是在車站前演奏，現在每個禮拜六晚上都會在「鴿子之巢」演奏音樂給客人聽。在劇中的夏季煙火大會上特別出場演奏。
電源叔叔（聲優：木村祐一）
地鼠。性別男。擁有強烈的正義感，對於做壞事和惡作劇的傢伙絕對不原諒。
海項（聲優：瀧口順平）
海象。性別男。是個放浪畫家。在劇中因為肚子餓所以接受愛的幫助到愛的家吃飯團。告訴愛「肚子餓的話就會產生悲傷」這句話後不告而別。
麻兒（聲優：安達まり）
刺蝟。性別女。與妹妹絹兒一起在動物村中經營著裁縫店。
絹兒（聲優：服部紗織）
刺蝟。性別女。與姐姐麻兒一起在動物村中經營著裁縫店。
狐利（聲優：坂口哲夫）
狐狸。性別男。不定期出現在動物村開露天商店，販售的商品幾乎都是假貨。
阿獺（聲優：三池崇史（志願出演））
海獺。性別男。在劇中與壽伯村長偶然在海岬邊相遇。對著準備走掉的壽伯村長說道「雖然別人不會忽視你到令你失望，但也不會一直注視著你讓你充滿希望，沒錯吧。」這句話後跳海離去。
呂遊（聲優：高木渉）
海鷗。性別男。是個宇宙飛行人。在劇中的雪祭之夜乘著UFO墜落在動物村，請求村民們幫忙尋找UFO掉落的五個零件。
航平（聲優：岩田光央）
河童。性別男。是個計程車司機。在劇中的開頭載著愛前往動物村，到達目的地前在車上與愛聊天，稱呼愛為「（愛貝）」。
駱嵐
駱駝。性別男。專門設計壁紙與地毯的放浪設計家。在劇中的夏季煙火大會上出現。劇場版裡毫無發言。
笑匠
蠑螈。性別男。放浪搞笑藝人。在劇中的夏季煙火大會上出現。劇場版裡毫無發言。
咪露
貓。性別女。在劇中與媽媽在夏季煙火大會上出現。劇場版裡毫無發言。
媽媽
貓。性別女。咪露的母親。在劇中帶著咪露在夏季煙火大會上出現。劇場版裡毫無發言。
阿本先生
河獺。性別男。是個保險推銷員。在劇中的夏季煙火大會上出現。劇場版裡毫無發言。